# Molophilus subhastatus
Molophilus subhastatus là một loài ruồi trong họ Limoniidae. Chúng phân bố ở miền Australasia.